# تومي ريغ
تومي ريغ (بالإنجليزية: Tommy Rigg)‏ (20 فبراير 1920 في المملكة المتحدة - 1995 في المملكة المتحدة) هو لاعب كرة قدم بريطاني (وحمل سابقاً جنسية المملكة المتحدة لبريطانيا العظمى وأيرلندا) في مركز حراسة المرمى. لعب مع نادي أرسنال ونادي غيلينغهام ونادي ميدلزبره ونادي واتفورد وConsett A.F.C. ‏.